# Monandromyces falcatus
Monandromyces falcatus är en svampart som beskrevs av R.K. Benj. 1999. Monandromyces falcatus ingår i släktet Monandromyces och familjen Laboulbeniaceae.   Inga underarter finns listade i Catalogue of Life.